# Antoine II Cauléas
Pour les articles homonymes, voir Antoine II.
Antoine II Cauléas ou Kauléas  (en grec Αντώνιος Β΄ Καυλέας ; mort en 901) fut patriarche de Constantinople du 3 août 893 à sa mort le 1er février 901. Il mit fin à la querelle née entre les patriarches Photios et Ignace.
Antoine Cauléas est reconnu comme saint tant par l'Église orthodoxe que par l'Église catholique et est célébré le 12 février.

## Biographie
On sait peu de choses au sujet de la vie d'Antoine avant qu'il ne devienne patriarche. Ses parents étaient pieux et d'origine thrace ou phrygienne, mais il serait né non loin de Constantinople. Les œuvres hagiographiques qui lui sont consacrées mentionnent typiquement que ses premiers mots auraient été en l'honneur de Dieu, qu'il était un enfant solitaire et qu'il aurait appris à lire directement du Saint-Esprit. Selon la Vie d'Antoine Cauléas, à la mort de sa mère, à douze ans, Antoine entra dans un monastère constantinopolitain,, afin d'y entreprendre des études religieuses. Ordonné soit par le patriarche Méthode, soit par le patriarche Ignace, il en devint l'higoumène jusqu'à son accession au patriarcat le 3 août 893.
Après la mort du patriarche Étienne, Antoine devint en effet patriarche à son tour, au détriment du moine et syncelle Euthyme, père spirituel de l'empereur Léon VI, écarté par Stylianos Tzaoutzès (bientôt élevé au rang de « Basiléopatôr ») en raison de l'opposition d'Euthyme au mariage de l'empereur avec la fille de Stylianos, Zoé. Tzaoutzès avait par ailleurs vraisemblablement financé les actes de philanthropie d'Antoine (dont ce dernier était partisan), faisant de celui-ci un candidat de choix pour le patriarcat. Cependant, lorsque le mariage se concrétisa, Antoine éleva des objections (liées à la trop grande proximité avec la mort du premier époux de Zoé) et ne le célébra pas. Par ailleurs, après la mort de Zoé, il accorda une dispense à l'empereur, lui permettant de se marier une troisième fois.
Pro-studite, ce patriarche convoqua un synode lors duquel s'éteignit en 899 la querelle née entre les patriarches Photios et Ignace, sans condamnation. Il ramena ainsi la paix dans l'Église byzantine, notamment en ralliant l'évêque Stylianos Mappas de Néocésarée, meneur des Ignatiens.
Antoine II Cauléas mourut le 1er février 901 et fut enterré dans le monastère du même nom. Son successeur fut Nicolas Mystikos.

## Sainteté
Antoine Cauléas est reconnu comme saint tant par l'Église orthodoxe que par l'Église catholique et est célébré le 12 février.
Nicéphore le Rhéteur (ou le Philosophe) lui a consacré une Vie peu après sa mort en 901, de même que Nicéphore Grégoras en 1347.